# Antonino Leto
Antonino Leto (Monreale, 14 giugno 1844 – Capri, 31 maggio 1913) è stato un pittore italiano figurativo, aderente al movimento verista.

## Biografia
Si forma a Napoli, alla scuola del macchiaiolo Adriano Cecioni. Di salute malferma, si trova a Roma nel 1874, in seguito alla vincita del Concorso per il Pensionato Artistico di quella città, dove stringe amicizia con Francesco Paolo Michetti. Trasferitosi a Firenze, sempre per ragioni di salute, approfondìsce la lezione dei macchiaioli, prima di recarsi a Parigi, dove frequenta Giuseppe De Nittis e Federico Rossano.
Al termine dell'esperienza parigina, nel 1880 soggiorna a Portici e quindi in Sicilia. Due anni più tardi è a Capri, dove si dedica a ritrarre con colori vibranti di luce gli angoli più caratteristici dell'isola e dei suoi abitanti mentre svolgono le loro occupazioni. Insegna ad alcuni artisti locali, fra cui Michele Federico e Felice Giordano.  Con questi quadri luminosi partecipa alle mostre nazionali e internazionali, dove riscuote un grande successo di pubblico e di critica. Nel 1889 è presente all'Esposizione Universale di Parigi.
Nel 1899 si stabilisce definitivamente a Capri, dove muore il 31 maggio 1913. L'anno seguente viene organizzata a Venezia una sua mostra retrospettiva che si ripete nel 1924.
Leto, con Francesco Lojacono e Michele Catti, forma la triade canonica del paesaggio siciliano dell'Ottocento.

## Opere nei musei
- Galleria d'arte moderna Sant'Anna di Palermo

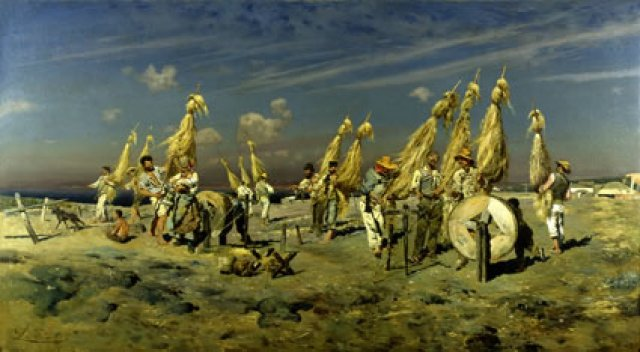
I Funari di Torre del Greco, 1883

- Galleria d'arte moderna Ricci Oddi di Piacenza con l'opera: Veduta di Capri dal giardino dell'Hotel Pagano.
- Galleria Nazionale d'Arte Moderna di Roma
- Galleria internazionale d'arte moderna, di Venezia
- Museo di Capodimonte di Napoli
- Pinacoteca Comunale di Porto Recanati con l'opera: Veduta di Capri.

### Opere in altre sedi
- Camera dei deputati, Roma
- Circolo culturale Italia di Monreale
- Palazzo Municipale di Monreale